# Farsta stadsdelsområde
Farsta är ett stadsdelsområde i Söderort i Stockholms kommun med 61 819 invånare den 31 december 2022. 
Fagersjö, Farsta, Farstanäset, Farsta strand, Gubbängen, Hökarängen, Larsboda, Sköndal, Svedmyra och Tallkrogen är stadsdelar i området.
Stadsdelsnämnden startade sin verksamhet den 1 januari 1997 som ett av 24 stadsdelsområden. och nuvarande Farsta stadsdelsområde bildades 1 januari 1999 när Söderleds stadsdelsområde gick ihop med Farsta stadsdelsområde. Förvaltningskontoret ligger i Farsta (Storforsplan 36).